# Georges de Manteyer
Georges de Manteyer, de son nom complet Marie Georges Barthélemy Pinet de Manteyer, né le 16 mai 1867 à Gap (Hautes-Alpes), mort le 24 janvier 1948 à Manteyer (Hautes-Alpes), est un historien et archiviste français.

## Biographie

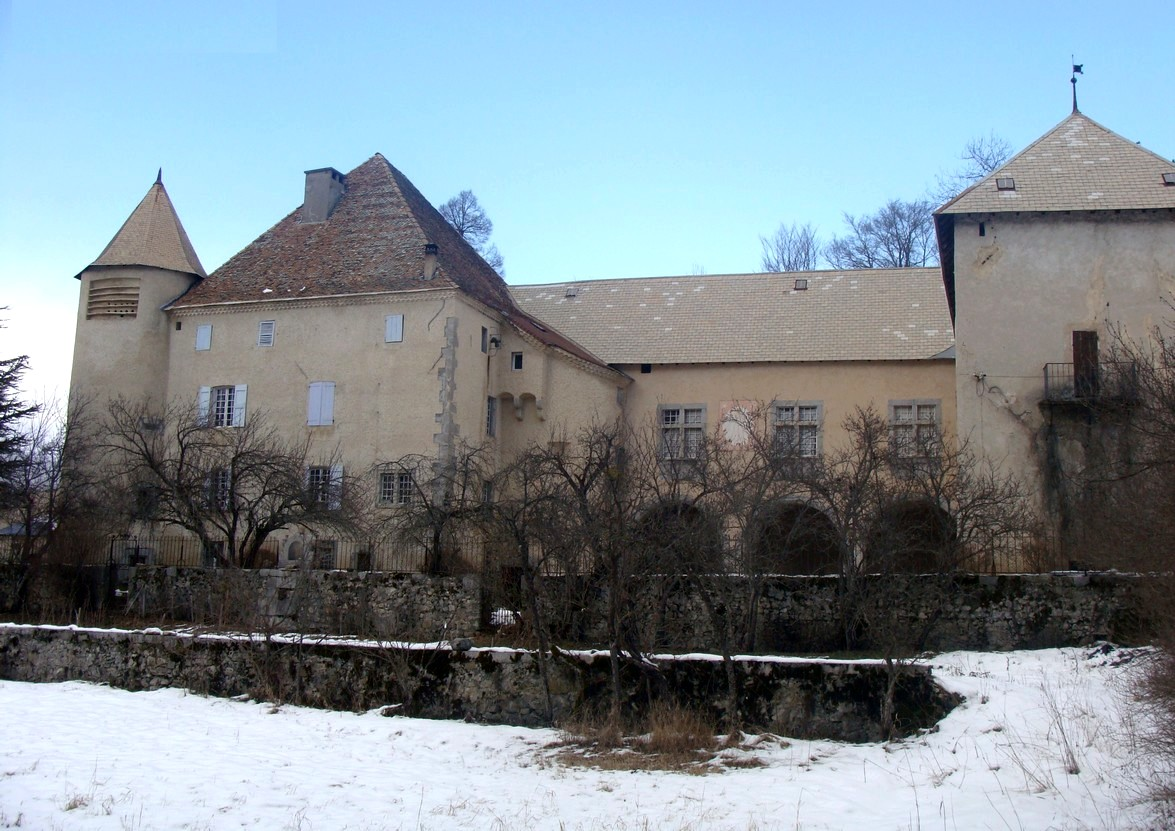
Le château de Manteyer.

Georges Pinet de Manteyer est l'arrière-arrière-petit-fils de Pierre-Daniel Pinet, un commerçant gapençais qui acheta le titre seigneurial de Manteyer en 1783, et l'arrière-petit-fils d'André Pinet de Manteyer, maire de Gap et président du conseil général des Hautes-Alpes sous le Premier Empire.
Après des études de droit à Grenoble, Georges de Manteyer entreprend un cursus d'historien en intégrant l'École des chartes à Paris, où il est reçu premier en 1892. Il est membre de l'École française de Rome de 1896 à 1899. En 1897, il passe sa thèse d'archiviste paléographe sur La marche de Provence et l’évêché d'Avignon jusqu'au partage, qu'il complète et publie en 1908 sous le titre La Provence du Ier au XIIe siècle.
De retour à Paris, il devient bibliothécaire de la Fondation Thiers en 1900 et rejoint le Journal des débats. Il se lie à la famille des princes de Bourbon-Parme, Sixte et François-Xavier, frères de l'impératrice d'Autriche Zita et défend leurs intérêts, notamment en publiant les résultats de ses recherches sur les prétentions dynastiques des descendants de Karl-Wilhelm Naundorff, qui avait soutenu être Louis XVII ayant survécu, en 1795, à sa captivité au Temple.
De 1916 à 1917, durant la Première Guerre mondiale, sa proximité avec les princes de Bourbon-Parme lui permet de servir d'intermédiaire lors de la tentative de paix séparée proposée par leur beau-frère Charles Ier d'Autriche, offre refusée par l'Entente. Son action lui vaut de recevoir le grade de chevalier de la Légion d'honneur en 1919.
Après la guerre, il devient en 1921 l'archiviste en chef du département des Hautes-Alpes, et réside exclusivement au château de Manteyer à partir de 1925. Il se consacre alors au Moyen Âge, aux Alpes et à la toponymie. Georges de Manteyer fut également un grand collectionneur d'objets et livres relatifs à l'histoire du Dauphiné, sa province natale.
Il meurt le 24 janvier 1948 dans son château de Manteyer. Il est inhumé dans la chapelle familiale en présence notamment du préfet et du président du conseil général. Une place à Gap et une rue à Grenoble ont été nommées après lui.

## Publications

### Ouvrages
- Les Fouilles de Faudon opérées par M. Jean Brenier, L. Jean et Peyrot, Gap, 1908, 76 p., (BNF 30873715). – Initialement publié dans Bulletin de la Société d'études des Hautes-Alpes, 2e trimestre 1908.
- La Provence du Ier au XIIe siècle : Études d'histoire et de géographie politique, Librairie Alphonse Picard & fils, Paris, 1908, 531 p.. [lire en ligne]
- Les Farel, les Aloat et les Riquet : milieu social où naquit la Réforme dans les Alpes, L. Jean et Peyrot, Gap, 1912, 352 p., (BNF 30873712). – Initialement publié dans Bulletin de la Société d'études des Hautes-Alpes, 27e année, 3e série, no 25.
- 1925 – Les origines chrétiennes de la IIe Narbonnaise, des Alpes-Maritimes et de la Viennoise (364-483) - Aix-en-Provence
- Les Faux Louis XVII : le roman de Naundorff et la vie de Carl Werg, recueil de 700 documents tirés des Archives d'Allemagne et de France (1774-1920), éditions J. Gamber, Paris, 1926, 2 volumes, 1276 p. (pagination globale), (BNF 34174669) :
  - Volume 1, Pièces I-CDXLIII (25 janvier 1774-19 juin 1883)
  - Volume II, Pièces CDXLIV-DCC (6 août 1883-5 février 1920)
- L'Offre de Paix séparée de l'Autriche (5 décembre 1916 - 12 octobre 1917), Paris, Librairie Plon, Plon-Nourrit & Cie, 1920. 434 p.
- La Vie de M. Hippolyte Müller, Gap, 1938, 88 p., (BNF 32414946). – Initialement publié dans Bulletin de la Société d'études des Hautes-Alpes, 57e année, 6e série, fascicules 1-4.
- La Terre de Jarjayes en Gapençais, documents, 933-1588, impr. de Ribaud frères, Gap, 1946, 820 p. – Initilaement publié dans le Bulletin de la Société d'études des Hautes Alpes, 7e série, nos  17-20, 1946. (BNF 32414943).

### Articles
- « Les Légendes saintes de Provence et le martyrologe d'Arles-Toulon (vers 1120) », dans École française de Rome, Mélanges d'archéologie et d'histoire, tome XVII, 1897, p. 469-489, (BNF 30873719).
- « L'Expansion de Marseille dans le monde antique », dans Bulletin de la Société d'études des Hautes-Alpes, 48e année, Gap, 1929, 43 p.
- « La Voie fluviale du Rhône et ses chemins primitifs. Hercule et Hannibal (XVIIe – Ier siècles avant Jésus-Christ) », dans Bulletin de la Société d'études des Hautes-Alpes, 64e année, 7e série, nos  13 à 16, Gap, 1945, p. 398-437.

## Distinctions
- Chevalier de la Légion d'honneur